# Spartacus le gladiateur
Pour les articles homonymes, voir Spartacus (homonymie).
Spartacus le Gladiateur est une comédie musicale créée par Élie Chouraqui et Maxime Le Forestier, dont la première s'est déroulée le 1er octobre 2004 au Palais des sports de Paris.

## Histoire
Spartacus est un Thrace du Ier siècle apr. J.-C. Paysan puis combattant, il s’engage dans l’armée romaine, qui en fait aussitôt un esclave. Sa résistance fait que ses maîtres l’ont envoyé là où les hommes ne vivent que quelques mois, dans une mine de marbre, au sein des endroits les plus brûlants d’Afrique. Au sein de cet endroit infernal, il voit mourir un enfant, ce qui le révolte. Il est alors « sauvé » par Batatius, qui en fait un gladiateur. Il se lie d’amitié avec d’autres gladiateurs, Draba et David, et rencontre une esclave qui deviendra sa femme, Calicia.
Un jour, Héléna, la femme de Crassus, le consul de Rome, s’ennuie – elle demande à son mari d’organiser des combats de gladiateurs pour la distraire. Spartacus se retrouve dans l’arène face à son ami Draba. Draba, étant plus fort et plus entraîné, le bat facilement, mais au moment de la mise à mort, il refuse. Batiatus ordonne alors aux gardes d’exécuter Draba par crucifiement au milieu de l’école de gladiateurs. Fou de rage, Spartacus promet alors de le venger.
Spartacus lève alors une armée d’esclaves. Il envoie Batatius à Rome prévenir Crassus que les esclaves sont désormais des hommes libres et qu’ils ne plieront jamais à la volonté de Rome. Mais Crassus envoie à son tour une armée pour contrer Spartacus. La bataille est sanglante et décisive ; les forces frêles des esclaves perdent contre la toute-puissance de l’armée romaine.
Crassus demande aux esclaves vivants de lui donner leur chef Spartacus, dont il ignore le visage, en échange de leurs vies. Mais les esclaves refusent, préférant mourir pour leurs libertés, et s’identifient à Spartacus. 6 000 esclaves sont par conséquent crucifiés.
Spartacus devient ainsi le vrai symbole de la liberté, de la révolte puissante contre la tyrannie romaine.

## Chansons et intermèdes

### Acte I
1. Découverte de la mine (instrumentale)
2. Père, où es-tu ? (l'enfant)
3. Tenir (Spartacus)
4. Arrivée de Batiatus (instrumentale)
5. Je veux des hommes (Batiatus)
6. La nuit (Spartacus & Calicia)
7. Personne ne sait (Spartacus, David, Draba & un gladiateur)
8. De cuir, de sueur, de sang (Crassus & Héléna)
9. Sommeil (Calicia)
10. Arrivée dans l'arène & premier combat (instrumentale)
11. Je ne te tuerai pas mon frère (Draba)
12. Papillon (instrumentale)
13. Plus jamais (Spartacus)
14. Révolte des gladiateurs (instrumentale)
15. Si un jour la vie est belle (Calicia)

### Acte II
1. Découverte du Sénat (instrumentale)
2. Je dormais (Batiatus)
3. Va dire à Rome (Spartacus)
4. L'ordre & la loi (Crassus)
5. Tu n'es plus seul (Calicia)
6. Arrivée des légions romaines (instrumentale)
7. En quoi crois-tu, petit père ? (David & Spartacus)
8. Une heure avant l'aube (Héléna)
9. La bataille (instrumentale)
10. Je n'aime pas punir (Crassus)
11. Il m'a dit (David)
12. Je n'aurai connu qu'un homme (Calicia)
13. Les larmes de l'enfant (l'enfant)
14. Je reviendrai (la troupe)

## Fiche technique
- Mise en scène : Élie Chouraqui
- Textes & Musiques : Maxime Le Forestier
- Chorégraphie : Stéphane Loras
- Assistante chorégraphie : Marjorie Ascione
- Décor : Giantito Burchiellaro & Luigi Marchione
- Costumes : Giantito Burchiellaro & Patrick Tabet
- Label de production : EC 7 / AZ
- Producteurs : Elie Chouraqui
- Directeur de casting : Françoise Falck
- Directeur de casting enfants : Nao

## Interprètes principaux

### Les chanteurs
- Jérôme Collet : Spartacus
- Yaël Naim : Calicia
- Christophe Héraut : David
- Moïse N'Tumba : Draba
- Alain Chennevière : Crassus
- D.Dy : Batiatus
- Hillya : Héléna
- Maxime Baudoin (C.D.) puis Sébastien Dubois (spectacle) : l'enfant
- Merwan Rim : le gladiateur

### Les doublures
- Mounia Hamra : Calicia
- Merwan Rim : David
- Hugues Fleriag : Draba
- Joana : Héléna
- Bruno Foucaud "Sharxxx" : Batiatus
- Hugo Ladron de Guevera : l'enfant

## Les produits

### DVD de la comédie musicale

#### Le Spectacle
1. Découverte de la mine (instrumentale)
2. Père, où es-tu ? (l'enfant)
3. Tenir (Spartacus)
4. Arrivée de Batiatus (instrumentale)
5. Je veux des hommes (Batiatus)
6. La nuit (Spartacus & Calicia)
7. Personne ne sait (Spartacus, David, Draba & un gladiateur)
8. De cuir, de sueur, de sang (Crassus & Héléna)
9. Sommeil (Calicia)
10. Arrivée dans l'arène & premier combat (instrumentale)
11. Je ne te tuerai pas mon frère (Draba)
12. Papillon (instrumentale)
13. Plus jamais (Spartacus)
14. Révolte des gladiateurs (instrumentale)
15. Si un jour la vie est belle (Calicia)
16. Découverte du Sénat (instrumentale)
17. Je dormais (Batiatus)
18. Va dire à Rome (Spartacus)
19. L'ordre & la loi (Crassus)
20. Tu n'es plus seul (Calicia)
21. Arrivée des légions romaines (instrumentale)
22. En quoi crois-tu, petit père ? (David & Spartacus)
23. Une heure avant l'aube (Héléna)
24. La bataille (instrumentale)
25. Je n'aime pas punir (Crassus)
26. Il m'a dit (David)
27. Je n'aurai connu qu'un homme (Calicia)
28. Les larmes de l'enfant (l'enfant)
29. Je reviendrai (la troupe)

#### Les Bonus
- Clips : " Va dire à Rome" & "Je reviendrai"
- Best of preparation
- Construction du décor
- Enregistrement studio "Je reviendrai"
- Interview Élie Chouraqui
- Répétitions

### CD simple album
1. Père où et-tu ?
2. Tenir
3. Je veux des hommes
4. La nuit
5. Personne ne sait
6. De cuir, de sueur, de sang
7. Sommeil
8. Je ne te tuerai pas mon frère
9. Plus jamais
10. Si un jour, la vie est belle
11. Je dormais
12. Va dire à Rome
13. L'ordre & la loi
14. Tu n'es plus seul
15. En quoi crois-tu, petite père ?
16. Qui est-ce ?
17. Une heure avant l'aube
18. Je reviendrai
19. Je n'aime pas punir
20. Il m'a dit
21. Je n'aurai connu qu'un homme

### CD single
- Je reviendrai, interprété par Jérôme Collet
- Va dire à Rome, interprété par Jérôme Collet